# Lamachus frutetorum
Lamachus frutetorum là một loài tò vò trong họ Ichneumonidae.